# Collège des Missions africaines

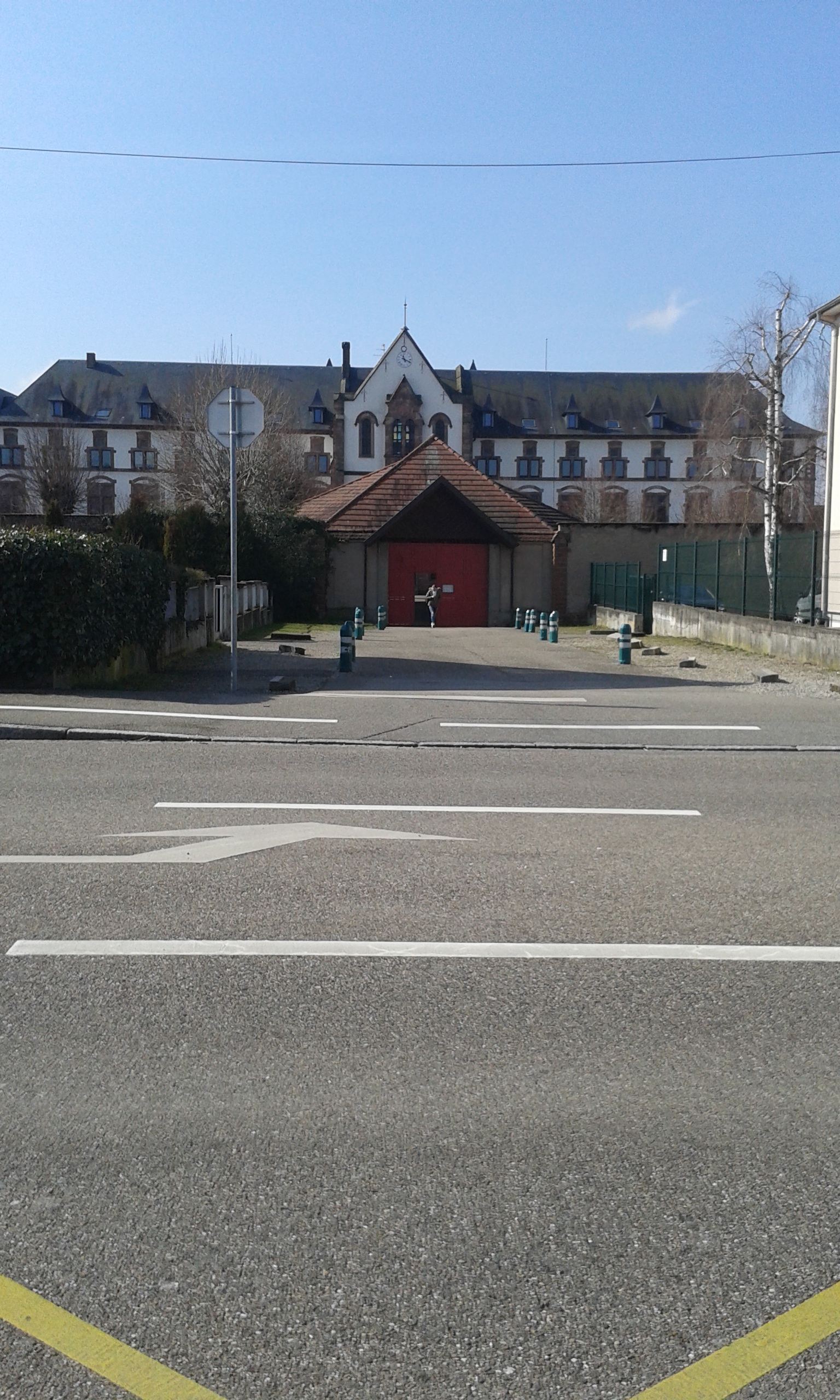
Vue du Collège depuis l'entrée principale

Le collège des Missions africaines est un établissement scolaire français de l'enseignement privé sous contrat, situé à Haguenau. Il est installé dans les anciens locaux d'un centre de rééducation pour jeunes délinquants, crée par l'administration allemande en 1875. Il devient un collège privé lors de l'installation des Missions africaines en 1927. Le collège possède une classe bilingue pour chaque niveau, une cantine et plusieurs sections sports-études.
Sa chapelle possède un orgue d'Edmond-Alexandre Roethinger, fabriqué en 1935 et posé en 1956.

## Direction
Jusqu'en 2015, le directeur de l'établissement était Jean-Marie Mosser et le directeur-adjoint était Maxime Laugel.
En 2016, Olivier Bady prend le poste de directeur avec sa nouvelle sous-directrice Sonia Weissenburger. Après qu'Olivier Bady ait pris la direction d'un établissement à Marseille, Sonia Weissenburger a pris la direction de l'établissement.